# Laurent Natrella
Laurent Natrella est un acteur et metteur en scène français né le 8 décembre 1964 à Marseille. 

## Biographie
Il débute sa formation au conservatoire d’Antibes auprès de Julien Bertheau et étudie en parallèle au conservatoire de Nice. Reçu au Conservatoire national supérieur d'art dramatique dans les classes de Madeleine Marion, Pierre Vial, Daniel Mesguich, il est engagé en 1998 par Jean-Pierre Miquel dans la troupe la Comédie-Française où il devient le 514ème sociétaire en 2007.

## Théâtre

### Comédie-Française
- Entrée à la Comédie-Française le 20 janvier 1998
- Sociétaire le 1er janvier 2007
- 514e sociétaire
- 2000 : Philinte dans Le Misanthrope de Molière d'après la mise en scène de Jean-Pierre Miquel.
- 2004 : Les Fables de La Fontaine, mise en scène Bob Wilson
- 2006 : Griefs d'Ingmar Bergman, Henrik Ibsen, August Strindberg, mise en scène Anne Kessler, Studio-Théâtre de la Comédie-Française
- 2008 : Yerma de Federico García Lorca, mise en scène Vicente Pradal, Théâtre du Vieux-Colombier
- 2010 : Paroles, pas de rôle/Vaudeville, mise en scène Peter Van Den Eede, Matthias de Koning, Damiaan de Schrijver, Théâtre du Vieux-Colombier
- 2010 : Les Naufragés de Guy Zilberstein, mise en scène Anne Kessler, Théâtre du Vieux-Colombier
- 2010 : Le Mariage de Nikolaï Gogol, mise en scène Lilo Baur, Théâtre du Vieux-Colombier
- 2011 : L'Opéra de quat'sous de Bertolt Brecht et Kurt Weill, mise en scène Laurent Pelly : Tiger Brown
- 2011 : La Noce de Bertolt Brecht, mise en scène Isabel Osthues, Théâtre du Vieux-Colombier, le mari de la femme
- 2012 : Un Chapeau de paille d'Italie d'Eugène Labiche, mise en scène Giorgio Barberio Corsetti, Salle Richelieu, Emile Tavernier, lieutenant
- 2013 : Troïlus et Cressida de William Shakespeare, mise en scène Jean-Yves Ruf, Salle Richelieu, Agamemnon (en alternance)
- 2013 : Rituel pour une métamorphose de Saadallah Wannous, mise en scène Sulayman Al-Bassam, Salle Richelieu, Ibrahim et Izzat
- 2013 : Hamlet de William Shakespeare, mise en scène Dan Jemmett, Salle Richelieu, Bernardo, Valtemand, 2e comédien, le marin, le 1er fossoyeur, le prêtre, l’ambassadeur d’Angleterre
- 2014 : Othello, de William Shakespeare, mise en scène Léonie Simaga, Théâtre du Vieux-Colombier
- 2014 : Psyché, de Molière, mise en scène Véronique Vella, Salle Richelieu
- 2015 : Les Enfants du silence, de Mark Medoff, mise en scène Anne-Marie Etienne, Théâtre du Vieux-Colombier
- 2016 : Les Rustres , de Carlo Goldoni, mise en scène Jean-Louis Benoît, Théâtre du Vieux-Colombier
- 2017 : La Règle du jeu, de Jean Renoir, mise en scène Christiane Jatahy, Salle Richelieu
- 2017 : Bajazet de Jean Racine, mise en scène Eric Ruf, Théâtre du Vieux-Colombier

### Hors Comédie-Française
- 1991 : Un pli, mise en scène Daniel Mesguich, Festival d'Avignon
- 1995 : Vers les cieux d'Ödön von Horváth, mise en scène Guy-Pierre Couleau, Théâtre de l'Atalante
- 1996 : Les Jumeaux vénitiens de Carlo Goldoni, mise en scène Gildas Bourdet, Théâtre de la Criée, Théâtre de l’Eldorado, Théâtre Hébertot
- 2013 : Rituel pour une métamorphose de Saadallah Wannous, mise en scène Sulayman Al-Bassam, Théâtre du Gymnase, Ibrahim et Izzat
- 2020 : Le Misanthrope de Molière, mise en scène Chloé Lambert et Nicolas Vaude, théâtre Le Ranelagh
- 2022 : Les Fourberies de Scapin de Molière, mise en scène Omar Porras (Teatro Malandro), Théâtre Kléber-Méleau

## Filmographie
- 1984 : Joyeuses Pâques
- 1991 : Léon Morin, prêtre (TV)
- 1998 : Les Couloirs du temps : Les Visiteurs 2
- 1999 : Les Insaisissables
- 1999 : La Bascule (TV) de Marco Pico
- 2000 : La Bascule à deux  (TV) de Thierry Chabert
- 2010 : Le Roi, l'Écureuil et la Couleuvre (TV) de Laurent Heynemann
- 2010 : La Marquise des ombres (TV) d'Édouard Niermans
- 2016 : La Loi de Pauline (TV) de Philippe Venault
- 2019 : J'accuse de Roman Polanski : le commandant Ferdinand Walsin Esterhazy

## Doublage

### Cinéma

#### Films
- John Turturro dans (7 films) :
  - Les Joueurs (1998) : Joey Knish
  - Les Larmes d'un homme (2000) : Dante Dominio
  - O'Brother (2000) : Pete
  - Les Aventures de Mister Deeds (2002) : Emilio Lopez
  - Self Control (2003) : Chuck
  - Miracle à Santa Anna (2008) : Antonio « Tony » Ricci
  - La Chambre d'à côté (2024) : Damian
- Alan Cumming dans : 
  - Spy Kids (2001) : Fegan Floop
  - Spy Kids 2 : Espions en herbe (2002) : Fegan Floop
  - Spy Kids 3 : Mission 3D (2003) : Fegan Floop
  - Le Fils du Mask (2005) : Loki
- Christian Bale dans :  
  - The Machinist (2005) : Trevor Reznik
  - Le Nouveau Monde (2005) : John Rolfe
  - Knight of Cups (2015) : Rick
  - Hostiles (2018) : le capitaine Joseph J. Blocker
- Tim Blake Nelson dans :
  - La Morsure du lézard (2003) : Docteur Pendanski
  - Lincoln (2012) : Richard Schell
  - Colossal (2017) : Garth, l'ami d'Oscar
- Tim Roth dans :
  - Rob Roy (1995) : Archibald Cunningham
  - Invincible (2001) : Hersche Steinschneider / Erik Jan Hanussen
- Justin Theroux dans : 
  - Mulholland Drive (2001) : Adam Kesher
  - Inland Empire (2006) : Devon Berk / Billy Side
- Edward Hogg dans :
  - Jupiter : Le Destin de l'univers (2015): Chicanery Night
  - Napoléon (2023) : le citoyen Gilbert
- Steve Carell dans : 
  - Free Love (2016) : Steven Goldstein
  - My Beautiful Boy (2018) : David Sheff
- 1996 : La Nuit des rois : Sebastian (Steven Mackintosh)
- 1996 : Roméo + Juliette : ? ( ? )
- 1996 : Hamlet : Guildenstern (Reece Dinsdale)
- 1997 : The Full Monty : Guy (Hugo Speer)
- 1997 : Pour le pire et pour le meilleur : l'homme du rendez-vous de Carol (Randall Batinkoff)
- 1997 : Le Chacal : Douglas (Stephen Spinella)
- 1998 : The Big Lebowski : Knox Harrington (David Thewlis)
- 2000 : Vatel : Philippe d'Orléans (Murray Lachlan Young)
- 2000 : Un amour infini : Greg Janello (Tony Goldwyn)
- 2001 : Nadia : Yuri (Mathieu Kassovitz)
- 2001 : Les Visiteurs en Amérique : Hunter Cassidy (Matt Ross)
- 2001 : Jay et Bob contre-attaquent : Randal Graves (Jeff Anderson)
- 2002 : Devdas : Devdas Mukherjee (Shah Rukh Khan)
- 2002 : Le Pianiste : Władysław Szpilman (Adrien Brody)
- 2002 : Equilibrium : Jurgen (William Fichtner)
- 2002 : L'Importance d'être Constant : Algy (Rupert Everett)
- 2002 : Full Frontal : Sam Osbourne (Brad Rowe)
- 2003 : Willard : Willard Stiles (Crispin Glover)
- 2003 : Retour à la fac : Mitch Martin (Luke Wilson)
- 2003 : Matrix Reloaded : Sparks (Lachy Hulme)
- 2004 : La Mauvaise Éducation : Enrique Goded (Fele Martínez)
- 2004 : The Edukators : Peter (Stipe Erceg)
- 2004 : Dr Kinsey : Wardell Pomeroy (Chris O'Donnell)
- 2005 : Hitch, expert en séduction : Chip (David Wike)
- 2007 : Erik Nietzsche, mes années de jeunesse : Jans Jørgen (Søren Malling)
- 2009 : Good Morning England : Angus « le gugusse » Knutsford (Rhys Darby)
- 2010 : Be Bad ! : George Twisp (Steve Buscemi)
- 2013 : Hannah Arendt : Thomas Miller (Harvey Friedman)
- 2014 : Le Rôle de ma vie : Aidan Bloom (Zach Braff)
- 2014 : Open Windows : Pierre (Adam Quintero)
- 2014 : Birdman : Gabriel (Damian Young)
- 2016 : Café Society : Leonard (Stephen Kunken)
- 2018 : Pentagon Papers : Chalmer Roberts (Philip Casnoff)
- 2019 : Dumbo : Rufus Sorghum (Phil Zimmerman)
- 2019 : Le Roi : Northumberland (Tom Fisher)
- 2019 : Pinocchio : Maître Cerise (Paolo Graziosi)
- 2019 : Adults in the Room : ? (?)
- 2020 : La Mission : Simon Boudlin (Ray McKinnon)
- 2021 : Respect : Jerry Wexler (Marc Maron)
- 2021 : Halloween Kills : « Little John » (Michael MacDonald)
- 2021 : Red Notice : le narrateur (Robert Clotworthy) (voix)
- 2024 : Cassino à Ischia : Angioletto [Qui ?]

#### Films d'animation
- 2003 : La Légende du Cid : Al Muntamin
- 2014 : Les Boxtrolls : Herbert
- 2015 : Les Minions : le journaliste
- 2016 : Le Garçon et la Bête : Tatara
- 2018 : Croc-Blanc : ?
- 2025 : Une nuit au zoo : Ash[1]

### Télévision

#### Téléfilms
- 2001 : Conspiration : Rudolf Lange (Barnaby Kay)
- 2006 : Histoire trouble : l'agent Andy Hunter (Jonathan Goad)
- 2021 : Jolie petite victime : Garrett Williams (John William Wright)

#### Séries télévisées
- Richard Coyle dans :
  - Born to Kill (2017) : Peter Woodford
  - Hard Sun (2017) : Thom Blackwood

- 2005-2009 : Fringe : Lincoln Lee (Seth Gabel)
- 2007 : Heroes : Claude Rains (Christopher Eccleston)
- 2007-2008 : ReGenesis : Milo (Jeff Roop)
- 2009 : Robin des Bois : Prince Jean (Toby Stephens)
- 2010-2013 : Jardins secrets : Tom Blaauw (Daniël Boissevain)
- 2011-2014 : Borgia : Guidebaldo de Montefeltro (David Legeno)
- 2015 : Dans l'ombre des Tudors : George Boleyn (Edward Holcroft)
- 2017 : Peaky Blinders : Luca Changretta (Adrien Brody)
- 2017-2018 : Au nom du père : Svend (Joen Højerslev) (20 épisodes)
- 2018 : Bad Blood : Alex (David La Haye)
- 2019 : Lucifer : Glenn (Thom Rivera)
- 2019-2022 : Gentleman Jack : le capitaine Sutherland (Derek Riddell) (7 épisodes)
- 2022 : Dahmer - Monstres : L'Histoire de Jeffrey Dahmer : le chef Arreola (David Barrera) (mini-série)
- 2023 : La Reine Charlotte : Un chapitre Bridgerton : Dr Munro (Guy Henry) (mini-série)
- 2023 : La Traque dans le sang : Tae-ho [Qui ?]
- 2023 : Hasta el cielo : La série : Duque (Fernando Cayo) (2e voix)
- 2025 : La Maison de David : Abner (Oded Fehr)

#### Séries d'animation
- 1997 : Capitaine Star : Limb Jones

## Distinction
- Molières 2017 : nomination au Molière du comédien dans un spectacle de théâtre public pour Les Enfants du silence